# Древнерусский распев
Древнерусский распев — камерный мужской хор Московской патриархии. Художественный руководитель и дирижер хора: Анатолий Гринденко.

## История
Камерный хор «Древнерусский распев» был создан Анатолием Гринденко в 1983 году. Место создания хора — Троице-Сергиева лавра.
В 1985 году по благословению митрополита Волоколамского и Коломенского Питирима хор был преобразован в «хор издательского отдела Московского патриархата».
Хор «Древнерусский распев» исполняет русское богослужебное пение разных времен и стилей. Основная часть исполняемых хором произведений ранее не исполнялась. Хор участвует в богослужениях, исполняя древнерусские певческие чинопоследования XVI—XVII веков.
Хор выступает на отечественных и международных конкурсов и фестивалях. Имеет записи на фирме Opus Ш.
Пение хора записано на 13 СD. Записи хора также награждены наградами международной критики журнала Diapason.
Руководитель хора Анатолий Гринденко принимал участие в фольклорных экспедициях по южным и северным районам России. В экспедициях он узнавал старообрядческие традиции, изучал каноническое иконописание, собрал старые иконы. Полученные знания он отдавал хору, что дало возможность «Древнерусскому распеву» войти в число ведущих коллективов в области исполнения русской церковной музыки.
В настоящее время хор входит в систему Синодального отдела религиозного образования и катехизации. В хоре 12 певчих.

## Награды
Орден Русского Палестинского общества в Иерусалиме (1992)

## Работы
Хором «Древнерусский распев» исполнялись и записаны произведения композиторов нового направления в русской духовной музыке конца XIX — начала XX вв.: П. Г. Чеснокова, А. Д. Кастальского, Н. С. Голованова, распевы Супрасльского монастыря XVI века, «Рождество Христово», монастырские распевы XVI—XVII веков (Августу, единоначальствующу на земли, Рождество Твое, Христе Боже наш, Песнь 1-я — Христос раждается, славите, Песнь 4-я — Жезл из корене Иессеова и др.).